# High and Dry
High and Dry è un singolo della band inglese dei Radiohead, tratto dal loro secondo album, The Bends. La canzone fu pubblicata nel febbraio del 1995 come parte di un doppio singolo "A-side" insieme a Planet Telex. La canzone era stata già registrata dalla band durante le session di Pablo Honey, loro album di debutto. La versione che appare nell'album è in realtà il demo originale della traccia, poiché la canzone non fu mai registrata nuovamente dalla band.
La canzone è ritenuta come una delle più pop del quintetto di Oxford, e costituisce il primo successo in America dopo la hit Creep. Come quest'ultima High and Dry è mancata dalla scaletta dei concerti per oltre un decennio. Molte voci si sono rincorse riguardo alle cause di questa mancanza, come ad esempio la difficoltà che Thom Yorke (autore del pezzo) avrebbe incontrato nel ricantare la canzone, tuttavia, in una recente intervista, il frontman della band l'ha descritta con le seguenti parole: «Non è brutta, sai. Non è brutta... È bruttissima.»

## Video musicale
Esistono due videoclip della canzone. Il più famoso è quello diretto da Paul Cunningham, progettato per la distribuzione in America, ma esiste anche una seconda versione del videoclip, girata precedentemente a quella americana, diretta da David Mould. La versione americana è quella più nota poiché la band ha pubblicamente affermato di non apprezzare il secondo videoclip. Infatti, solo il videoclip 'statunitense' compare nella loro video-compilation intitolata 7 Television Commercials del 1997.

## Tracce
CD 1 - Singolo High and Dry
1. High & Dry – 4:17
2. Planet Telex – 4:18
3. Maquiladora – 3:27
4. Planet Telex  (Hexidecimal Mix) – 6:44

Durata totale: 18:46
CD 2 - Singolo Planet Telex
1. Planet Telex – 4:18
2. High & Dry – 4:17
3. Killer Cars – 3:02
4. Planet Telex (L.F.O. JD Mix) – 4:40

Durata totale: 16:17

## Classifiche
| Classifica (1995/96)      | Posizione massima |
| ------------------------- | ----------------- |
| Australia                 | 62                |
| Canada                    | 31                |
| Nuova Zelanda             | 22                |
| Regno Unito               | 17                |
| Stati Uniti               | 78                |
| Stati Uniti (alternative) | 18                |